# Amphipteryx longicaudata
Amphipteryx longicaudata е вид водно конче от семейство Amphipterygidae.

## Разпространение
Видът е разпространен в Мексико (Оахака и Халиско).